# قبيلة الشياظمة

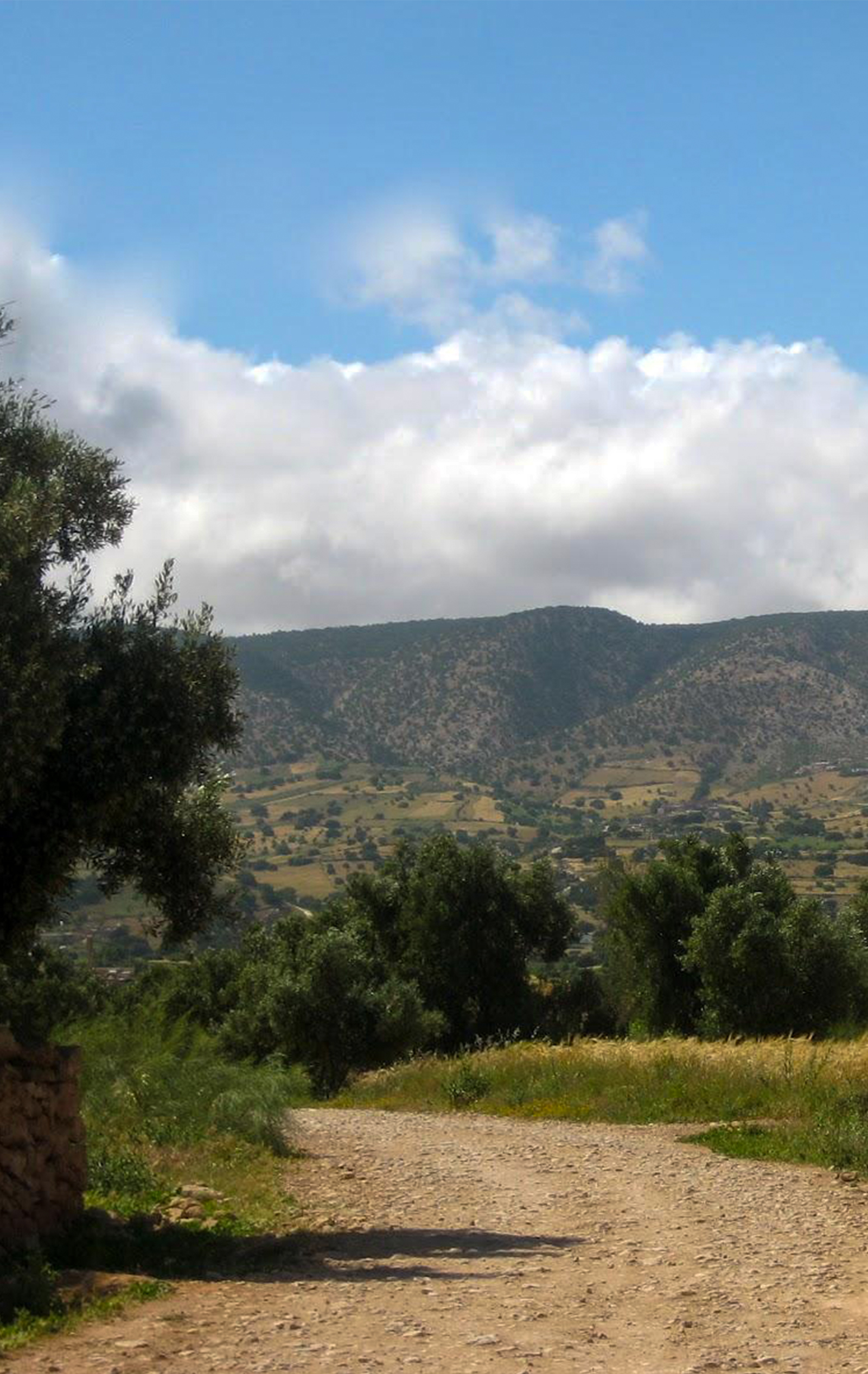
الشياظمة، إقليم الصويرة

الشياظمة : هي قبيلة أمازيغية بإقليم الصويرة في أواخر السهول الأطلسية، يحدها من الشمال قبيلة عبدة، ومن الجنوب قبائل حاحا، ومن الشرق بلاد أحمر، والحوز، ومن الغرب البحر المحيط.
جاء في نشرة الجمعية الجغرافية، المجلد 39، المنشورة سنة 1861م : “ بين بلاد دكالة ووادي تانسيفت نجد أراضي قبيلة عبدة الامازيغية، التي تحظى خيولها بتقدير كبير ؛ وهي من ولايات المغرب التي تقدم أجود أنواع القمح…، وعلى أطراف وادي تانسيفت توجد عدة قبائل عربية من بينها أحمر والشياظمة…، وإلى الشرق تمتد الرحامنة، وسراغنة، وزمران، وهي آخر قبائل العرق الأمازيغي التي ستلتقي بها في الجنوب الغربي، إلى الشمال من الجبال العظيمة “.
وقد ورد إقليم الشياظمة كذلك في مجلة “L’Année géographique“ الجزء 14 المنشورة سنة 1876م، كالتالي :
“وإقليم شياظمة، جنوب الولاية السابقة..، ويوجد بها سهول وتلال، ويسكنها تسع قبائل من العرق الأمازيغي، منتجاتها الرئيسية هي زيت الأركان وزيت الزيتون والحبوب وجلود الماعز “.

## أصل التسمية
في معنى إسم {الشياظمة} يقول ابن منظور في لسان العرب: “إن لفظ (الشيظم) و (الشيظمي) يعني الطويل الجسم الفتي من الناس والخيل والإبل، والأنثى (شيظمة)، وفي هذا يقول الشاعر عنترة :
والخَيْلُ تَقْتَحِمُ الخَبارَ عَوابِساً… ما بين شَيْظَمةٍ وأَجْرَدَ شَيْظَمِ.
ويعود ذكر مصطلح الشياظمة إلى مابين القرن 14 والقرن 15 ميلادي، حيث نجد إشارة لقبيلة الشياظمة الامازيغية في كتاب للمؤرخ البرتغالي دامياو د جويس فترة الإحتلال البرتغالي (منشور سنة 1566م)، المعنون ب (أعطي قصة عن أنجح شيء لدوم إيمانويل(ملك البرتغال أنذاك) )، ففي سياق حديثه عن السواحل المغربية ناحية أسفي والصويرة كان المؤلف يميز بين الشياظمة العرب (Xiatima Arabes)، وبربر حاحة وامازيغ دكالة وامازيغ  عبدة.

## أصل قبائل الشياظمة
تعد الشياظمة اتحادية قبلية تضم مجموعة من القبائل المعقلية العربية والهلالية والسباعية الإدريسية (كالمعاشات)، يقول العلامة الكانوني في كتابه أسفي ماله وما إليه : “ الشياظمة موطنهم على الضفة الجنوبية لوادي تانسيفت إلى مرسى الصويرة، وهي من العرب المضرية كقبيلة الحارث وغيرهم، وفيها من عرب بني معقل… “.
ويقول ليون الإفريقي في مؤلفه {تاريخ ووصف أفريقيا، الجزء الثالث}، النسخة الإنجليزية للأصلية : “ الشياظمة أو أولاد شياظمة قبيلة من عرب بني هلال “.
أما صاحب الاستقصا (السلاوي الناصري) فيقول: ” إن هذه المنطقة ظلت كلها قبل تعريبها لا تعرف إلا باسم ركراكة… ، أما فيما يرجع لأصل كلمة (الشياظمة) التي أصبحت علما على هذه المنطقة، فهو اسم عربي لهذه القبيلة المضرية التي جاءت إلى المغرب هي وقبيلة بني حارث وهم رهط من بني هلال ومع بعض عرب بني معقل الذين كانوا يتوافدون على هذه الناحية في العصر الموحدي… “.
وقد أشار لهم العلامة المؤرخ أبي المحاسن الفاسي في كتاب الأقنوم في باب القبائل العربية المستعجمة في بادية زماننا فيقول ؛ "عكارة بنو مرامر زمران ثم الشياظم بنو عامر  ".
أما الفقيه والعلامة المختار السوسي، فيقول أن الشياظمة من بني هلال الأصيلي النسب، وهو ما أكده صاحب كتاب السيف المسلول فيمن أنكر على الرجراجيين صحبة الرسول، للقطب عبد الله بن محمد بن البشير المقدم الرجراجي السعيدي المصمودي بقوله :
«وأما العرب الذين زاحموا المصامدة في بلادهم كما في كتاب الاقنوم والترجمان المعرب فهم : عرب دكالة بنو هلال اولاد عمران، اولاد عمرو العونات، اولاد فرج، اولاد بوعزيز، اولاد اسبيطة، عبدة، أهل العامر، الشياظمة، اولاد ادليم، اولاد أبي السباع، المنابهة، اولاد امطاع، الرحامنة، السراغنة، زمران، الشبانات زرارة، عكارة، بنو مداسن...»
كما أشار لعرب الشياظمة الدون خورخي دي هنري (1603م) في مذكراته 《وصف الممالك المغربية》 التي يصف فيها حقبة ما بعد أحمد المنصور كما عاينها بعد قضاءه مدة ثماني سنوات في المغرب فيقول  ؛ “عرب الشياظمة المقيمون في ولاية حاحا يدفعون 700 ألف أوقية “.
وإن كان عرب المعقل وبني هلال يشكلون غالبية الشياظمة، وجب أن نشير إلى أنه يدخل أيضا في حلف الشياظمة عدد مهم من قبيلة الشرفاء أولاد أبي السباع النازحين من الصحراء لهذه لمنطقة، والحقيقة أن هناك شاهد عيان على هجرة فرقة من أولاد أبي السباع للشياظمة، وهو البحار الأمريكي روبرت آدامز (Robert Adams)، الذي نشر مذكراته سنة 1816م، وكان مضمونها : ” كان عرب أبو السباع الأكثر عددًا في الحدود الشمالية للصحراء، وكانو يمثلون حاجزًا أمام امتداد سيطرة إمبراطور المغرب في ذلك الاتجاه…، وأثناء الخلافات والحروب الأهلية التي اندلعت في البربر…، استغل حشد من هؤلاء العرب يبلغ قرابة سبعة آلاف رجل مسلح فرصة مبادلة صحرائهم القاحلة بمناطق أكثر خصوبة، فركبوا الخيول والإبل، وحملوا خيامهم وأسرهم معهم، ثم واصلوا مسيرتهم، مع معارضة قليلة أو معدومة، حتى وصلوا إلى محافظتي عبدة وشياظمة، اللتين تقعان بين أسفي وموغادور (الصويرة)، وقد عارضهما العرب هناك من تلك المقاطعاتين، ومع ذلك انتصر أولاد أبو السباع، وتبع ذلك مذبحة مروعة لأعدائهم…، ثم استولوا على البلاد، حيث استقروا، وحافظوا على أنفسهم ضد كل معارضة ؛ وهم الآن يشكلون جزءًا من رعايا إمبراطور المغرب “.
وإن هجرة عرب أولاد أبي السباع وإستيطانهم بمنطقة الشياظمة جعلتهم في حلف مع قبائلها العرب، فقد جاء ذكر الشياظمة وأولاد أبي السباع كحلف كذلك في مراسلة القنصل الفرنسي في المغرب، أندريه تشينير (André Chénier)، في رسالة مؤرخة ب 10 مارس 1777م، وكان مضمونها : ” إن ملك المغرب، علما منه برباطة جأش القبيلتين العربيتين (أولاد أبي السباع والشياظمة) منذ بعض الوقت لم يقرر مهاجمتهما … لقد أرسل أشخاصا ثقاة إلى هؤلاء العرب في محاولة لإعادتهم إلى الطاعة “.

## منطقة
اقليم الشياظمة ينقسم إلى منطقتين. يقع الجزء الغربي بين جبل رگراگة المقدس، وجبل حديد،:وساحل الساحل الأطلسي المطل على المحيط الأطلسي. تشتهر هذه المنطقة ببحارتها، ويقوم مزارعوها بتربية محاصيل الحدائق، مما يوفر للسوق المحلي الخضروات والفواكه والأسماك. يتم إنتاج زيت الزيتون والحبوب والماشية في منطقة القبلة الشرقية.

## فروع القبيلة
وتتكون منطقة الشياظمة حاليا من عدة قبائل موزعة كالتالي :
```

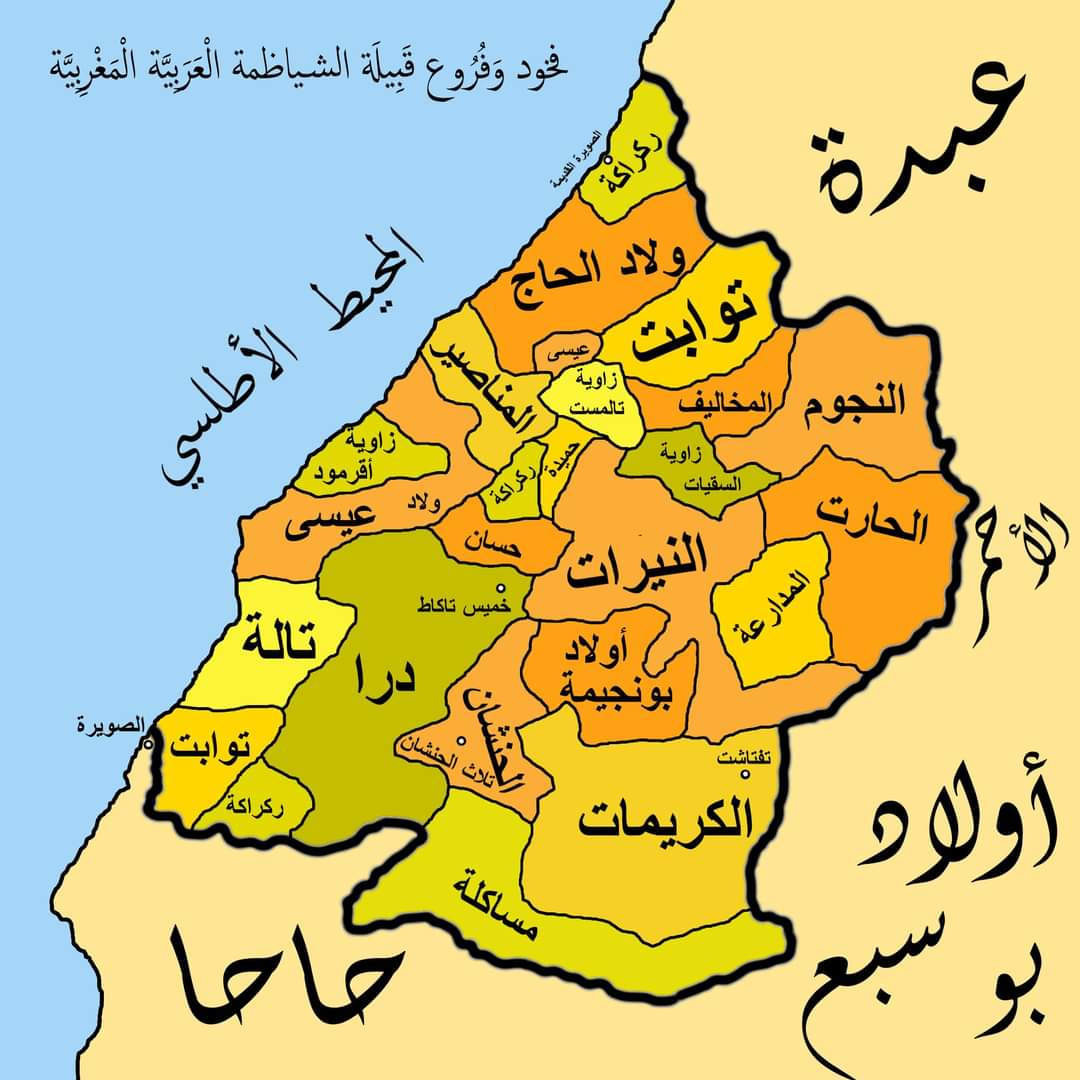
فروع قبيلة الشياظمة العربية

أولاد الحارث : تعد القبيلة الرئيسية في الشياظمة ؛ وينحدرون من عرب سفيان من جشم يقول 
ابن خلدون الحضرمي
؛ “وكان سفيان هؤلاء حيا حلولا بأطراف 
تامسنا
 مما يلي 
آسفي
، وملك بسائطها الفسيحة عليهم الخلط. وبقي من أحيائهم الحرث والكلابية ينتجعون أرض سوس وقفاره، ويطلبون ضواحي بلاد حاحة من المصامدة“.
[
13
]

المخاليف ؛ وينحدرون من 
عرب المعقل
 من فخدة العمارنة من ذوي منصور وجدهم كما قال 
ابن خلدون
 ؛ “ورئاسة العمارنة في أولاد مظفر بن ثابت بن مخلف بن عمران” 
[
14
]
، ونشير إلى أن المخاليف يدخلون كذالك في حلف 
عرب ال
رحامنة
 و
عرب ا
لأحلاف
 و
عرب زعير
 وكلهم من بني معقل.

احمر ؛ وينحدرون من قبيلة أحمر المعقلية ؛ قال عنهم 
الحسن الوزان
 
1494م
 ؛ “وتنقسم ذوى حسان إلى دليم والأوداية والبرابيش والرحامنة وأحمر”.
[
15
]

أولاد عيسى ؛ وهم من جشم من عرب سفيان ؛ يقول 
ابن خلدون
 “. واتصلت الرياسة على سفيان في بني جرمون هؤلاء إلى عهدنا. وأدركت شيخاً عليهم لعهد السلطان أبي عنان يعقوب بن علي بن منصوربن عيسى بن يعقوب بن جرمون بن عيسى. وكان سفيان هؤلاء حياًَ حلولاًَ بأطراف تامسنا مما يلي أسفى، وملك بسائطها الفسيحة عليهم الخلط. وبقي من أحيائهم الحرث والكلابية ينتجعون أرض السوس وقفاره، ويطلبون ضواحي بلاد حاحة من المصامدة، فبقيت فيهم لذلك شدة وبأس، ورياستهم في أولاد مطاع من الحارث”.
[
16
]

المناصير ؛ وينتمون إلى 
بني معقل
 فهم يدخلون في حلف قبيلة أولاد دليم المعقلية ؛ جاء في كتاب أعلام من الصحراء المغربية : “أدليم بعض القبائل التي تدخل معها في حلف مشترك ونذكر من تلك القبائل الشناكلة، ولمناصير“.
[
17
]
 ويقال انهم سمو مناصير نسبة لذوي منصور من 
بني معقل
.

الثوابت ؛ ينحدرون من 
بني معقل
 وهم حسب 
ابن خلدون
 من 
الثعالبة
 من بطن ” ثابت بن ابراهيم بن نصر بن حنيش بن حميد بن ثابت بن حميد بن سباع بن ثعلب بن علي بن بكر صغير بن معقل” ؛ يقول 
ابن خلدون
 ؛ “ثم غلب السلطان 
أبو الحسن (المريني)
 على ممالك 
بني عبد الواد
 ونقلهم إلى المغرب، وصارت الولاية لهم لأبي الحملات بن عائد بن ثابت، وهو ابن عم حنيش ” .
[
18
]
```

```
الحنشان ؛ وينحدرون من عرب عياض من الأثبج الذين سكنوا تامسنا وبسيط دكالة ؛ يقول 
ابن خلدون
 《ويدعى أولاد حناش وأولاد تبان جميعاً أولاد حناش》
[
19
]
؛ وهم في حلف 
بني معقل
 منذ القديم كما أكد ابن خلدون مصرحا ؛ 《فإن فيهم من فزارة من أشجع أحياء كبيرة، وفيهم الشظة من كرفة والمهاية من عياض، والشعراء من حصين والصباح من الأخضر ومن بني سليم وغيرهم 》.
[
20
]
```

```
أولاد الحاج ؛ وهم من عرب 
بنو معقل
 ومنطلقهم شرق المغرب وتقطن فرقة منهم نواحي 
فاس
 .
[
21
]

الكريمات والمعاشات ؛ ينحدرون من قبيلة 
أولاد أبي السباع
.
[
22
]

أولاد حسن من عرب عياض من الأثبج وهم في حلف 
بنو معقل
 .
[
23
]
```

```
زاوية 
ركراكة
 ؛ أشرف قبائل 
مصمودة
 من 
البربر
 ؛ يقول المؤرخ المغربي 
عبد العزيز بنعبد الله
 ؛ ” رجراجة (ركراكة) : قبائل مصمودة كانت تقيم منذ القدم في مصب وادي تنسيفت وانتشرت بعد ذلك في السراغنة والسوس ولم يبق في الشياظمة منهم الآن إلا القليل “.
[
24
]

مسكالة ؛ قبيلة 
بربرية
 وكذالك إداوكرض كانو في السابق تابعين لجهة 
حاحا
.
```

## احتفالات
ركراكة

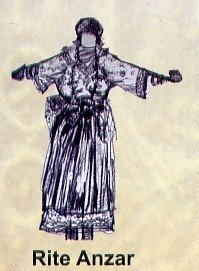
يستخدم في طقس الأنزار

يحتفل الشياظمة سنويًا برحلة الحج التي تستمر 40 يومًا، وهي ركراكة، في الربيع. خلال هذه الأسابيع، يزور الحجاج سلسلة من الأضرحة المحلية من مصب نهر تانسيفت جنوب آسفي إلى الضواحي الشمالية لجبال الأطلس العليا، بما في ذلك مدينة الصويرة نفسها. يقودهم مجموعتان في رحلة ذهاب وإياب تتوقف عند كل ضريح في الطريق. يجب على مجموعة واحدة أن ترتدي في كل مزار خيمة مقدسة مصنوعة من ألياف نخيل المعجبين ومصبوغة بالحناء، وتصل المجموعة الأخرى في موكب مع أحد المقدّمين (زعيم ديني) يركب حصانًا أبيض.
لاروزا
خلال فترات الجفاف في الريف حول الصويرة، هناك تقليد بجلب دمية للحقول ذات لون أبيض مزينة بأزهار بيضاء، تدعى (لعروسة شتى) في العربية: معنى لاروزا «العروس في يوم زفافها»، ومعنى شتى«تمطر».